# Gabriele Oriali
Gabriele Oriali (Como, 25 november 1952) is een voormalig topvoetballer uit Italië, die onder meer bij Internazionale speelde. Hij speelde als middenvelder.

## Interlandcarrière
Oriali, bijgenaamd Lele, speelde 28 officiële wedstrijden voor het Italiaans voetbalelftal en scoorde daarin één keer. Onder leiding van bondscoach Enzo Bearzot maakte hij zijn debuut voor de Squadra Azzurra op 21 december 1978 in de vriendschappelijke wedstrijd in Rome tegen Spanje (1-0), net als aanvaller Bruno Giordano (Lazio Roma). Zijn eerste en enige interlandtreffer maakte hij op 26 september 1979, toen de Italianen dankzij zijn goal met 1-0 wonnen van Zweden in een vriendschappelijke wedstrijd in Florence. Oriali maakte deel uit van de nationale ploeg die in 1982 de wereldtitel won.

## Erelijst
- Italiaans kampioen: 1971, 1980
- Coppa Italia: 1978, 1982
- Wereldkampioen met Italië in 1982